# Molly Meacher, baronessa Meacher
Molly Christine Meacher, baronessa Meacher, nata Reid, conosciuta dal 2000 al 2006 come Lady Meacher (15 maggio 1940), è una politica e nobile britannica, assistente sociale e pari a vita alla Camera dei lord.

## Biografia

### Vita e carriera professionale
Meacher è nata nel maggio 1940. Ha frequentato la Berkhamsted School for Girls e l'Università di York, dove si è laureata con un Bachelor of Arts in Economia nel 1970, e l'Università di Londra, dove ha ricevuto un Certificate of Qualification in Social Work nel 1980.
Ha svolto la professione di assistente sociale nel nord di Londra e lavorava per la Mental Health Foundation. Dal 1991 al 1994, Meacher è stata un consulente sindacale senior del governo russo. È stata poi vicepresidente dell'Autorità per i reclami di polizia fino al 2002.
Dal 2002 al 2004 è stata presidente della Security Industry Authority. Nel 2004 è stata nominata presidente dell’East London and City Mental Health Trust. È attualmente (dicembre 2012) presidente dell'East London NHS Foundation Trust dal 2007.

### Attività politica, appartenenza alla Camera dei lord
Meacher, è stata nominata Pari a vita come Baronessa Meacher, di Spitalfields nel borgo londinese di Tower Hamlets il 2 maggio 2006. È un crossbencher alla Camera dei lord. È stata nominata ufficialmente il 10 ottobre 2006 con il supporto di John Stevens, barone Stevens di Kirkwhelpington e Gillian Shephard, baronessa Shephard di Northwold.

### Altri incarichi
Dal 1987 al 1992 è stata Commissario del Mental Health Act. Dal 1994 al 1998 è stata direttore non esecutivo del Tower Hamlets Healthcare Trust. È stata presidente dell'Home Office Forum for Forensic Physicians dal 2002 al 2004. Dal 2004 al 2008 è stata membro del Clinical Ethics Committee del Central and North West London Mental Health Trust.

## Vita privta
Nel 1962 sposò Michael Meacher, dal quale ebbe due figli e due figlie. Divorziarono nel 1987 e nel 1991 sposò Richard Layard, barone Layard. Lei e il suo secondo marito sono una delle poche coppie a detenere titoli a pieno titolo.